# Sainte-Martine
Sainte-Martine är en kommun och tätort (centre de population) i provinsen Québec i Kanada. Den ligger i regionen Montérégie, i den sydöstra delen av landet, 150 km öster om huvudstaden Ottawa. Antalet invånare vid folkräkningen 2021 var 5 664 i kommunen och 4 412 i tätorten.